# Ritter von Lösnich

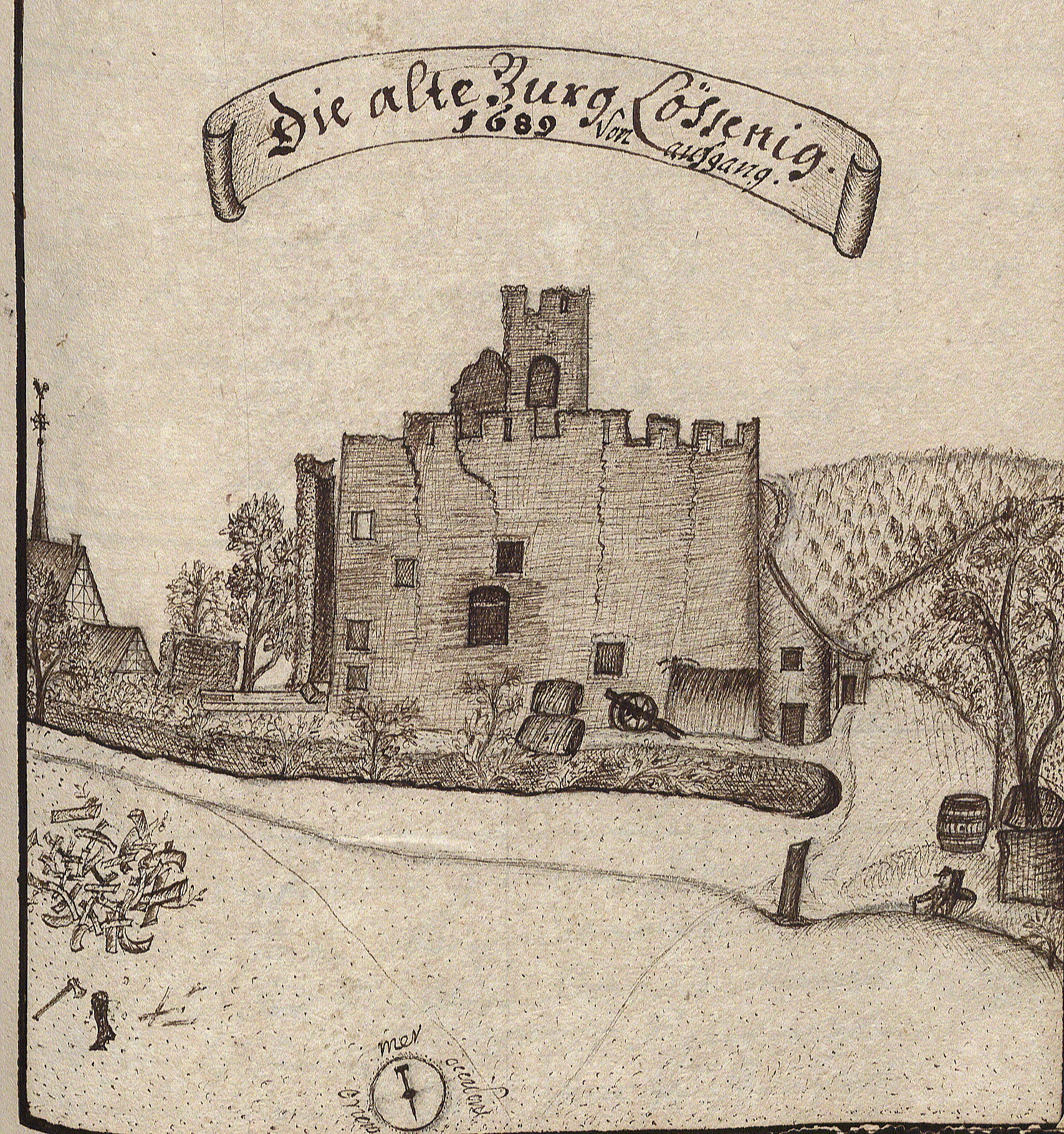
Der Stammsitz der Ritter von Lösnich als Ruine im Jahre 1689

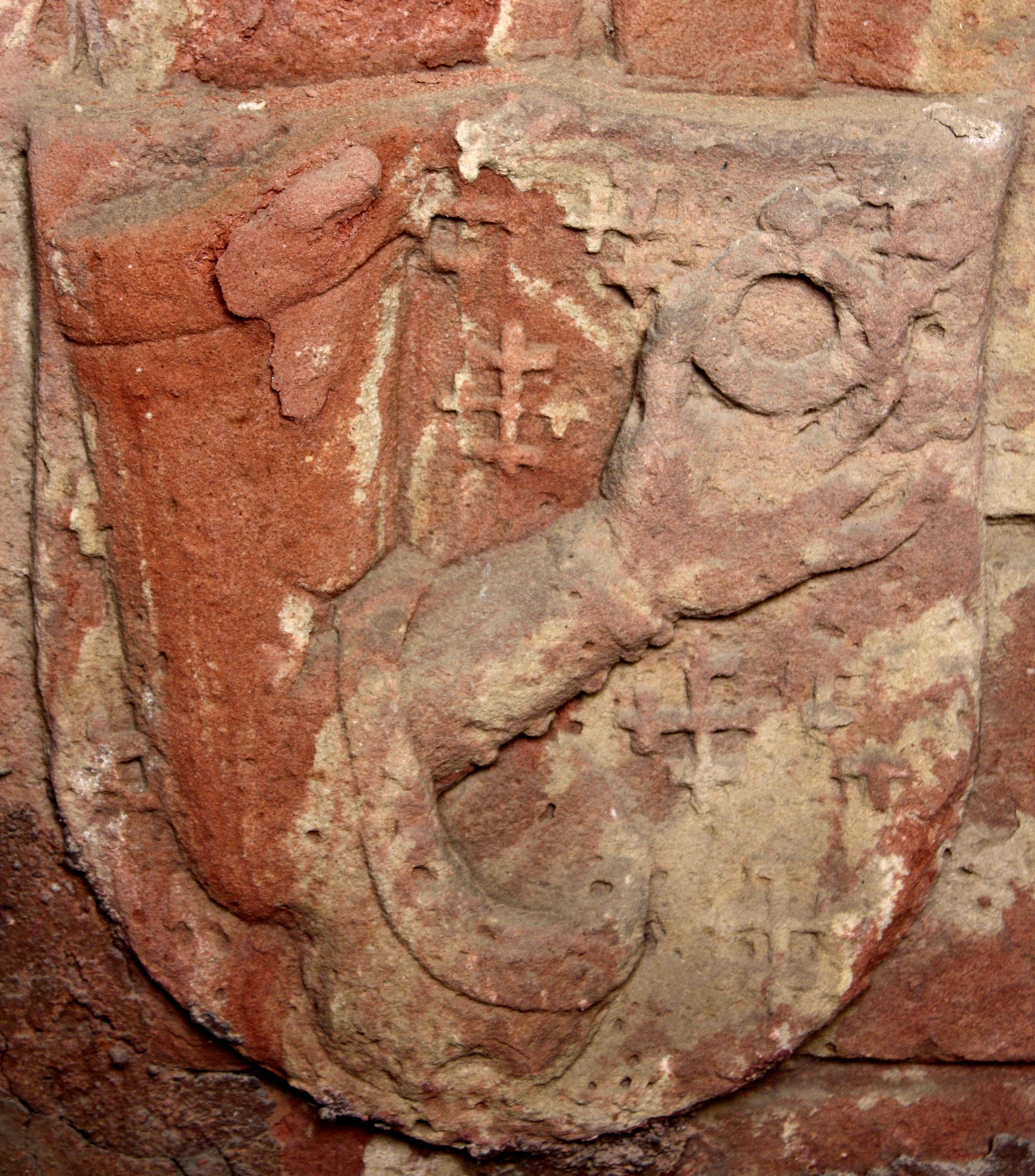
Wappen der Ritter von Lösnich in der Ahnenprobe des Ritters Cuno VI. von Pirmont 1447. Grabplatte Stiftskirche St. Castor Treis-Karden (Mosel)

Vier Wappen der Burgmannen von Lösnich der Burg Neuerburg

Die Ritter von Lösnich waren ein Rittergeschlecht, das seit dem 13. Jahrhundert seinen Sitz in Lösnich hatte. Sie zählten zu den erzbischöflichen Lehnsleuten aus der Ritterschaft, den sogenannten Ministerialen der Erzstifte Trier und Köln. Neben anderen im Moselraum beheimateten Rittergeschlechtern treten sie seit Anfang des 13. Jahrhunderts immer wieder als Aussteller eigener Urkunden und als Zeugen sowie Mitsiegler auf.
Die Burg Lösnich war kurkölnisches Lehen, die dazugehörigen Güter zum Teil Lehen vom Erzstift Trier, der Grafschaft Sponheim, der Grafschaft Veldenz, der Herrschaft Neumagen und der Grafschaft Wied.
Die mit dem Rittergeschlecht verbundene Herrschaft Lösnich vererbte sich mit dem Tod von Lisa von Lösnich, Tochter des letzten männlichen Vertreters des Geschlechts Conrad von Lösnich an die Beyer von Boppard. Über Heirat gelangte sie an die Freiherrn von Chrichingen, die sie ihrerseits aus wirtschaftlichen Beweggründen an die Freiherrn von Metternich veräußerten. Von hier gelangte über eine Eheschließung an die Grafen von Kesselstatt als die letzten Nutznießer der Herrschaft.
Die erste schriftliche Erwähnung eines Lösnicher Ritters findet sich in einer Urkunde des Jahres 1226. Hermannus von Lusendich bezeugte, dass Theoderich, Domscholastor und Official zu Trier, dem Domkapitel das Eigentum eines vom Ritter Hermann von Wolmerath in Anspruch genommenen Hörigen zusprach. Das wohl älteste, zum Teil jedoch beschädigte Siegel der Ritterschaft von Lösnich findet sich an einer Urkunde der Abtei Echternach aus dem Jahre 1237. Hermannus von Lussenich trat hier als Urkundenzeuge auf. Das Siegel zeigt einen Frauenarm mit Hängeärmel, der einen Fingering hält.

## Die Familienmitglieder des Geschlechts im Überblick
Erstes Auftreten im Urkundenwesen:
- Hermann von Lösnich (1226, 1237, 1241, 1253)
- Theoderich von Lösnich (1253, 1259, 1268), Kanoniker und Stiftsherr in St. Castor in Koblenz
- Johann von Lösnich (1250, 1268, 1269), 1276 Kurkölnischer Amtmann
- Johann von Lösnich (1301, 1324), Trier
- Erlinde, 2. Frau von Theoderich von Ulmen
- Wirich (1277)
- Kuno von Lösnich, 1295–1328 Abt in Maria Laach

Nächste Generationen:
- Hermann von Lösnich, Ritter, (1275, 1279, 1297; † 1298)⚭ Aleyde

- Henricus († 1342) ⚭ Illande, Tochter von Lyse von Treis

- Johann, 1342 Mönch zu St. Maximin in Trier
- Dietrich, 1342 Deutscher Orden
- Werner, 1342 Deutscher Orden
- unbenannt, 1342 Mönch zu Echternach

- Hermann von Lösnich, Burgmann (Castrensus) in Neuerburg
- Giselbrecht (1359) ⚭ Sara

- Else
- Agnes

- Adelheid von Lösnich, 1341 Äbtissin im Kloster Machern
- Conrad von Lösnich, Ritter, d. Ältere (1315–1347) ⚭ Adelheid von Bruch († 1341)

- Conrad von Lösnich, der Jüngere, 1342 Armiger, 1362 Ritter († 1372) ⚭ Idberga von Bornheim
- Lisa von Lösnich (ca. 1315; † 1399) ⚭ Cuno von Pyrmont, Ritter (1330; † 1351) ⚭ Heinrich Beyer von Boppard, Ritter († 1375)

Mit dem Tod Conrads von Lösnich, dem Jüngeren erlosch 1371 der Mannesstamm des Lösnicher Rittergeschlechts. Er verstarb ohne männlichen Erben. Aus den beiden Ehen seiner Schwester Lisa gingen mindestens neun Kinder hervor. Nachkommen Lisa´s aus diesen Linien fanden sich in bedeutenden weltlichen und geistlichen Ämtern wieder.
Herkunftsfamilie der Ehefrau von Conrad dem Älteren von Lösnich, Adelheid von Bruch
- Theoderich von Bruch (1270–1304) ⚭ Beatrix von Esch (1270) ⚭ Catharina († 1293)

- Arnold von Bruch (1292–1304)
- Theoderich von Bruch (1292–1304; † vor 1318) ⚭ Adelheid von Rodermachern (1326–1338)

- Dietrich von Bruch († vor 1334) ⚭ Gertrud, Tochter des Johanns von Braunshorn (1338 Wwe.)
- Adelheid von Bruch (1330–1339) ⚭ Conrad von Lösnich (1330–1361)
- Biele von Bruch (1338–1325) ⚭ Dietrich von Daun, Ritter (1331–1339; † vor 1341) ⚭ Arnold III. von Blankenheim (1325–1354, Heirat um 1343)

- Lisa von Bruch (1292–1315) ⚭ Werner von Treis (1294/1295) ⚭ Friedrich von Neumagen (1320–1323; † vor 1325)

- Illande (Xande) von Treis ⚭ Henricus von Lösnich (Bruder von Conrad, dem Älteren von Lösnich)

## Hermann von Lösnich

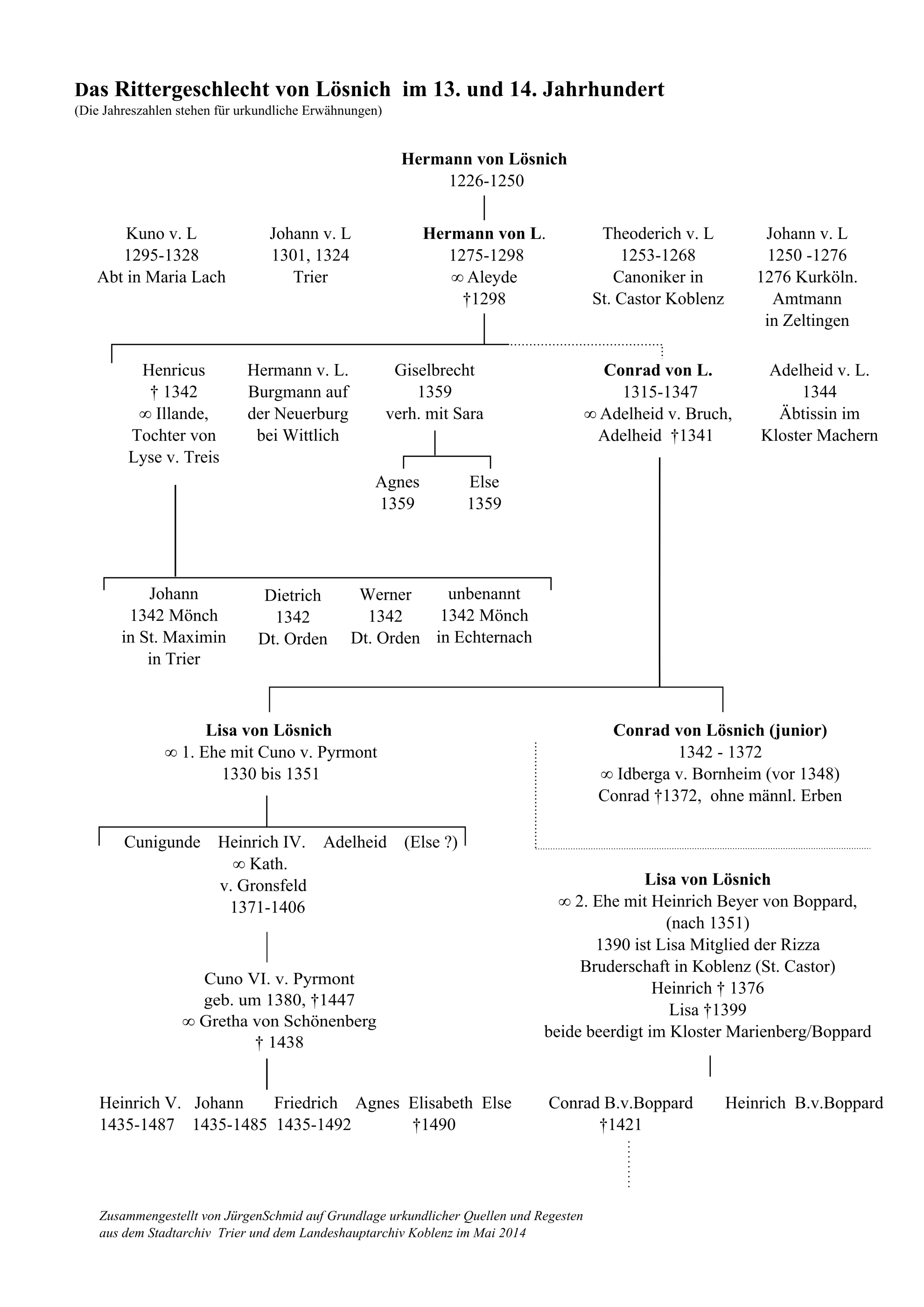
Stammtafel der Ritter von Loesnich im 13. und 14. Jahrhundert

Die Herren von Lösnich scheinen eine nicht unbedeutende Rolle in der moselländischen Ritterschaft gespielt zu haben, dafür spricht eindeutig die häufige Heranziehung zur Urkundenbezeugung durch das gesamte 13. und 14. Jahrhundert hindurch.
In den Jahren 1230 bis 1240 wird „Hermannus de Lussenich“ als Lehnsmann des Grafen von Veldenz geführt. Derselbe wird im Juni 1238 als Zeuge zur Beurkundung einer Memorienstiftung des Hermann von Veldenz im Kloster St. Thomas a.d. Kill von Erzbischof Theoderich von Trier neben Mefridus von Neumagen jr. herangezogen. 1237 ist er Zeuge eines Vergleichs der Abtei Himmerod mit den Gebrüdern Hermann und Heinrich von der Leyen (nahe Ürzig) wegen einiger Ländereien im Banne des Dorfes Grandisdorp und 1238/39 erscheint er als Zeuge des Erzbischofs Theoderich von Trier in der Belehnung der Töchter des verstorbenen Grafen Heinrich von Blieskastel mit Burg Hunolstein.
Am 27. Februar 1250 ist Hermann von Lussenich neben Richard von Manderscheid und Godefried von Ingedorf Vermittler in einer Gütertauschangelegenheit des Capitels St. Martin zu Worms.

## Johann von Lösnich
Ritter Johannes von Lusenich verbürgte sich am 26. Februar 1250 neben Joannes, dem Sohn des Ritters Rudolf von Wittlich und den Gebrüdern Stephan und Warner von Lisur (Lieser) der Abtei Himmerod wegen eines von Lucarde und deren Sohn Peter von Noviant an die Abtei verkauften Weinbergs zu Buveranc.
Wieder in einer Angelegenheit des Klosters Himmerod bezeugte er 1269 die Verzichtserklärung des Heinrich von Ratiche (Rachtig) und seiner Frau Aleide auf alle Erbrechte an dem Hofe des Klosters Himmerod. Sieben Jahre später, am 25. Juni 1276, tritt Johann von Lussenich in einem Streit zwischen Kloster Himmerod und den erzbischöflichen Leuten von Zeltingen und Rachtig als Amtmann auf.

## Hermann von Lösnich
Ab dem Jahre 1275 ist in den Urkunden ein weiterer Vertreter des Lösnicher Rittergeschlechts häufig anzutreffen. Hermann von Lusenich trat am 18. September 1275 in einem Lehnsverhältnis des Grafen Heinrich von Salm auf, von dem er die Einkünfte eines Hofs in Drogene (Dhron) zu Lehen trug. Mit diesen Einkünften soll es ihm gestattet gewesen sein, seine Frau Aleide zu bewittumen.
Hermann von Lusenich siegelte mit seinem eigenen Rittersiegel. Es zeigt einen mit Gold verzierten silbernen Frauenarm, der einen goldenen Ring hält, auf einem mit goldenen Kreuzen besetzten roten Feld. Auf dem Helm im Siegelwappen ist ein Hut aufgesetzt, der mit zwei Federbüschen geschmückt ist.
Im Juni 1279 erwarb Hermann Herr von Lösnich zusammen mit Frau Drutwin von Rachtig, Bürgerin zu Trier, Zinsen und Güter in und um Ürzig für 6 Mark Aachener Pfennige vom Konvent und der Äbtissin Beatrix von St. Cäcilia in Köln. Die urkundliche Bestätigung durch den Erzbischof Siegfried von Köln erfolgte am 30. Juni 1279.
Zur Stiftung ihres Anniversars schenkten Ritter Hermann von Lösnich und seine Frau Aleyde im September 1297 dem in der Nähe gelegenen Kloster Machern viereinhalb Morgen Land bei Kinderbeuren.
Kaum ein halbes Jahr später kam das Zisterzienserkloster Machern wieder in den Genuss einer Schenkung Hermanns und seiner Frau Aleyde. Auch hier handelte es sich wieder um Ländereien im nahegelegenen Kinderbeuren mit einer dazugehörigen Hofstatt.
Drei Söhne des Ritters Hermann von Lösnich wurden 1332 urkundlich in einer Güterangelegenheit mit dem nahegelegenen Kloster Machern erwähnt: Hermann, Giselbert und Heinrich, die Söhne des verstorbenen Hermann von Lösnich und Sara, Giselberts Gattin, verzichten zu Gunsten des Klosters Machern auf ihre Ansprüche an Gütern zu Erden.

## Conrad der Ältere und der Jüngere von Lösnich

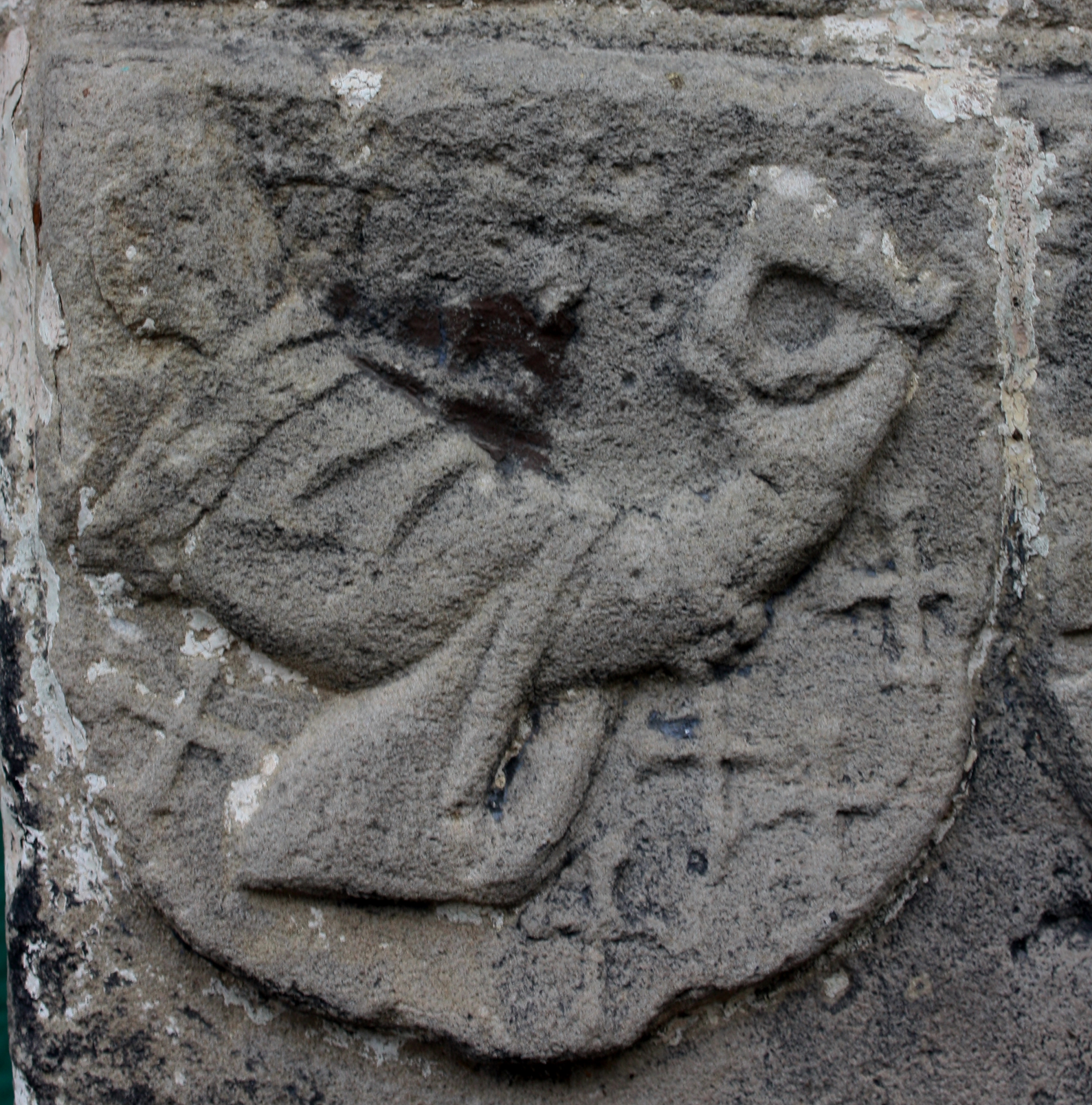
Wappen der Ritter von Lösnich in der Ahnenprobe des Ritters Cuno VI. von Pirmont. Spätgotisches Votivkreuz von 1446 in Brodenbach an der Untermosel

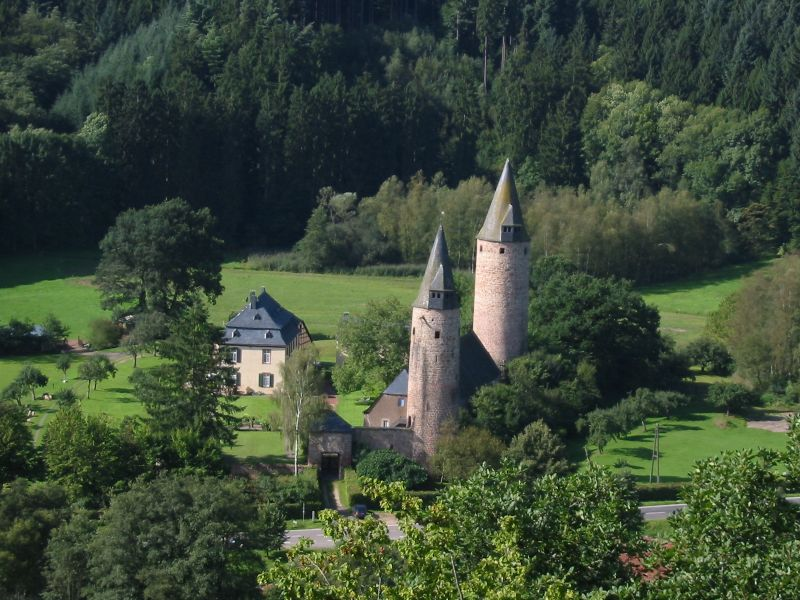
Burg Bruch in der Eifel

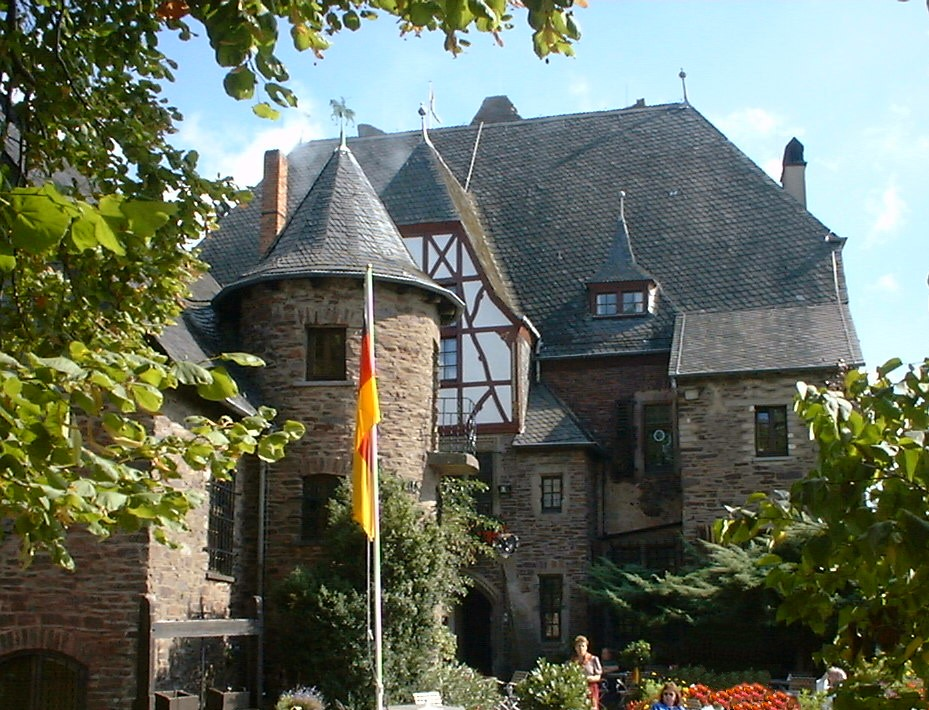
Burg Arras bei Bullay-Alf an der Mosel

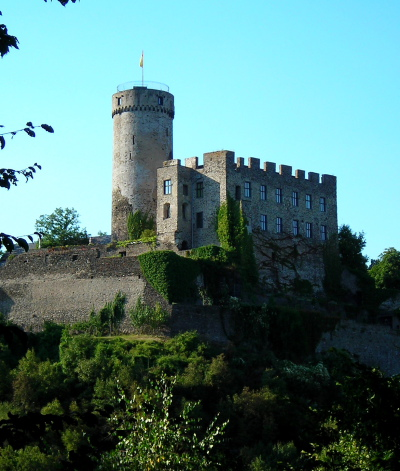
Burg Pyrmont in der Eifel

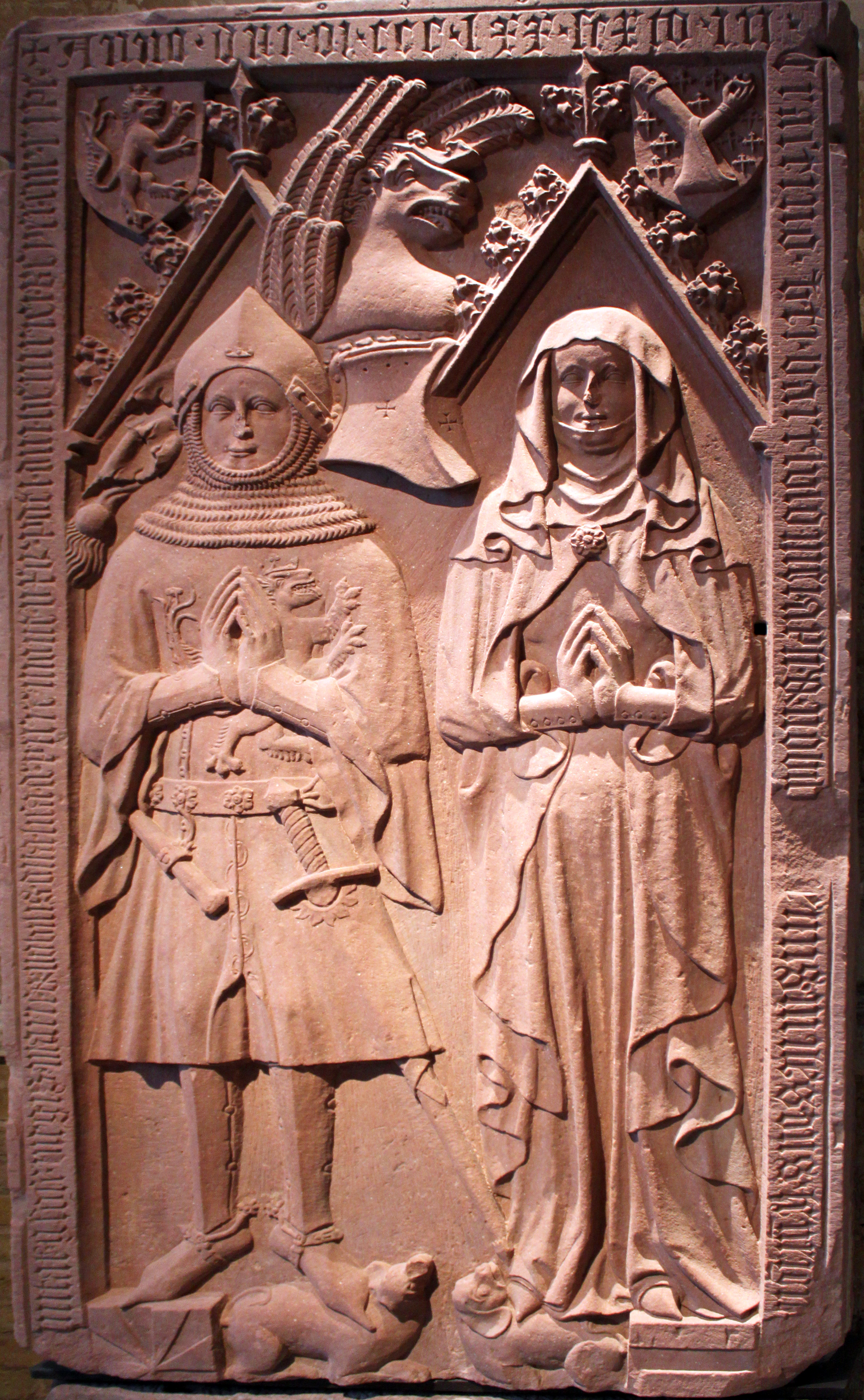
Grabstein der Lisa von Lösnich († 1399) und ihres Gemahls Heinrich Beyer von Boppard aus dem ehemaligen Kloster Marienberg in Boppard, heute im Bestand des Bodemuseums in Berlin

Mit Beginn des 14. Jahrhunderts fließen die Quellen über die Lösnicher Ritter immer reichlicher, doch erlischt auch im selben Jahrhundert der Mannesstamm dieses Geschlechts. Conrad der Jüngere verstarb 1372, ohne einen männlichen Erben zu hinterlassen.
Conrad der Ältere war verheiratet mit Adelheid von Bruch. Die Ritter von Bruch hatten ihren Wohnsitz in der nahegelegenen Burg Bruch bei Wittlich. Conrad war wohl ein Nachkomme des Ritters Hermann von Lösnich, der noch 1268 mit Erzbischof Wernherr von Trier siegelte, wurde 1315 für 100 Pfund Heller Burgmann zu Bernkastel.
Am 30. März 1316 wird Conrad von Lüssenich, wie auch die Ritter Hermann Durenstoiser, Heinrich von der Leyen, Peter von Meyene, Theoderich und Richard von Crovia (Kröv) und die Knappen Johannes Vrays und Theoderich von Burenzheyen, wegen einer Bürgschaft für die Ritter Nikolaus Hicke de Ulmene, die Brüder Nicolaus de Brabant und Theoderich Stolle zur Leistung von Zahlungen in der Stadt Wittlich an das Domkapitel zu Trier herangezogen.
Die letztgenannten Ritter waren wegen der Einäscherung und Verwüstung der Höfe Thüre und Euliche durch Erzbischof Balduin von Trier und dem von beiden Parteien erwählten Schiedsrichter Scholastor Amseln von Münstermaifeld zum Schadensersatz von insgesamt 107 Mark kölnischen Denaren verurteilt worden. Sie hatten trotz der Aufforderung des Dompropstes Jofrid de Rodemacre die geforderte Summe nicht aufgebracht.
Am 28. Dezember 1324 wurde Conrad von Lösnich von Friedrich von Neumagen mit Gütern zu Turnich, Clüsserat und Keuerich belehnt, in Gegenwart von Friedrichs Gemahlin Lise, der Tochter des seligen edlen Herrn Dietrich von Bruch.
Diese Güter, auch genannt „Güter von Brucke“, wurden vorher von Conrads seligem Oheim (Onkel) Johann von Paltzel zu Lehen getragen. Selbiger hatte diese Güter an Ritter Peter von der Brücke versetzt. Am 22. März 1324 übergibt Peter von der Brücke die ihm vom verstorbenen Ritter Johann von Paltzel verpfändeten Güter an Conrad v. Lösnich als dessen nächsten Erben. Außer den „Gütern von Brucke“ übertrug Junker Friedrich von Neumagen Conrad von Lösnich am gleichen Tage auch seine Lehnsherrlichkeiten über die Güter zu Lüssenich und Erden, die vorher Otto von Erden von ihm zu Lehen trug. Von Junker Friedrich wird berichtet, dass er ein nicht ganz ungefährlicher Zeitgenosse gewesen sei. Weil er die Kaufleute, welche die Mosel hinabfuhren, ständig bedrängte, soll ihn Erzbischof Balduin in Trier ergriffen und solange festgehalten haben, bis er allen Raub und Schaden ersetzt hatte.
Zur Besserung ihrer Lehen gestattete der Trierer Erzbischof Balduin am 1. Oktober 1330 den Rittern Conrad von Lösnich und Conrad von Esch, auf Burg Arras eine Hofstatt zu erbauen.
Burg Arras bei Alf zählt zu den ältesten Burgen Deutschlands und wurde schon 938 erbaut.
Am 10. Januar 1333 quittierte Conrad v. Lösnich Erzbischof Balduin von Trier die Zahlungen aller Schuldforderungen wegen der Stifte Trier, Mainz und Speyer und bekennt, dass Balduin ihm den Hof zu Ratiche (Rachtig) und das Neuerburger Burglehen zum Lehen aufgetragen hat.
Eine weitere Belehnung Conrads mit diesen und zusätzlichen Gütern erfolgte am 7. März 1341, wiederum durch Erzbischof Balduin von Trier. Hier bekennt Conrad v. L., dass ihm der Hof zu Ratiche, mit allem, was von alters her dazugehört, das Burglehen der Neuerburg und die Burg Arras, sowie die Güter in den Dörfern Lösnich und Erden mit einer Hofstatt in Lösnich übertragen worden sind.
Auch bei der benachbarten Grafschaft Sponheim befand sich Conrad in einem Lehnsverhältnis. Johann Graf von Sponheim, Herr zu Starkenburg, belehnt 1334 Conrad von Lussnich zu rechtem Mannlehen mit dem Gut, das der Edelmann Dietrich von Bruch, ein Schwager Conrads, zu Lehen trug. Dazu gehörten der Hof zu Schirin, die Mühle zu Bruch, die auf der Salm liegt, den Zehnten zu Orgilinch gelegen und noch einige anderer Einkünfte, wie sie die von Bruch besessen hatten.
Am 6. Februar 1337 bürgte Ritter Conrad von Lösnich mit Heinrich von Esch, einem Lütticher Kanoniker, Berthold von Sötern, Ritter Wilhelm von Orley und Johannes von Hornbach für Ritter Heinrich von der Leyen, der sich vom jüdischen Geldgeber Salman von Wittlich 280 Pfund Trierer Pfennige lieh. Der Stammsitz Heinrich´s von der Leyen lag in der Felsregion bei Ürzig. Von dieser Burg ist heute nur noch ein alter Wachturm mit einer weithin gut sichtbaren Sonnenuhr erhalten.
Conrad der Ältere von Lösnich war verheiratet mit Aleide von Bruch. Die Familie von Bruch, die sich nach dem Ort Bruch an der Salm bei Wittlich nannte, ist häufig in Verwandtschaftsverhältnissen mit verschiedenen Geschlechtern des Mosel- und Eifelraumes anzutreffen. Lisa, eine Tante Adelheids von Bruch, war, wie bereits erwähnt, in zweiter Ehe mit Junker Friedrich von Neumagen verheiratet. Ihm ging in erster Ehe Werner von Treis voraus, mit dem sie eine Tochter mit Namen Xande (Illande) hatte. Diese verheiratete sich mit dem Edelmann Heinrich von Lösnich, einem Bruder Conrads des Älteren. Aus dieser Ehe gingen vier Söhne hervor, von denen zwei dem Deutschen Orden beitraten. Biele, die jüngere Schwester von Adelheid (Aleide), vermählte sich zuerst mit Dietrich von Daun und in zweiter Ehe mit Arnold von Blankenheim. Die Herrschaft und Burg Bruch vererbte sich zunächst an die Familie von Daun, später an die von Chrichingen, die ihrerseits einen Teil an die von Kesselstatt verkauften.
Zusammen mit ihrem Mann Conrad von Lösnich bekennt Adelheid (Aleidis) von Bruch am 24. Juni 1339, dem Juden Aaron, dem Sohn Melchisedechs zu Wittlich, 53 Heller zu verschulden. Adelheid scheint sehr früh verstorben zu sein. Schon im September 1341 ist von einer Schenkung zur Feier des Anniversars (Totengedächtnis) der verstorbenen Gattin Conrads von Lösnich an das Kloster Machern zu berichten.
Conrad und sein Sohn Knappe Conzo (Conrad) vermachen dem Kloster 3 Pfund Jahreszins von ihren Gütern auf der Moselinsel gegenüber von Zeltingen. Eine weitere Schenkung noch am selben Tag an dasselbe Kloster und den Altar St. Petri zum gleichen Zweck spricht unter anderem von Hafer, Korn und Weinrenten in den Orten Hadisdorf, Rachtig und Erden.
Neben dem bereits erwähnten Conrad dem Jüngeren ging noch eine Tochter mit Namen Lisa (Lyse) aus der Ehe Conrads mit Adelheid von Bruch hervor. Lisa heiratete 1330 in erster Ehe einen Cuno von Pyrmont. Am 13. Oktober 1330 beurkunden Conrad von Esch, Wilhelm von Urley und Colin von Wittlich die Heirat (Hillich) zwischen Lyse von Lösnich, der Tochter des Herren von Lösnich, und Cuno von Pyrmont, Sohn des Heinrich Herr von Pyrmont.
Conrad der Jüngere, der 1343 noch nicht selbst siegelte, da er zu diesem Zeitpunkt noch nicht über ein eigenes Siegel verfügte, wurde aber dennoch zur Zustimmung eines Verkaufs herangezogen, wie aus einer Urkunde vom 18. März 1343 hervorgeht. Conrad von Lösnich und Conrad sein Sohn verkauften mit Bewilligung Erzbischof Balduins von Trier eine Gült zu Rachtig und trugen dafür eine andere Gült zu Lehen auf. Gemeinsam leisten Conrad der Ältere und Jüngere am 15. Juni des Jahres 1345 neben anderen Bürgschaft für König Johann von Böhmen.
Conrad der Jüngere war verheiratet mit Idberga von Bornheim, welche mit ihm ihre bereits dritte Ehe führte. Idberga, Witwe des Johann Schultheis von Eschweiler, hatte in zweiter Ehe Arnold I. von Bornheim geheiratet. Ihr erster Gatte starb bereits vor 1337, doch übergab sie ihrer Tochter aus dieser Ehe den Anteil an Erbrenten zu Bornheim um Alfter, die Ludolf I. seinem Onkel Arnold von Bornheim 1342 übertragen hatte. Ludolf I. verkaufte 1348 eine Rente an Idberga von Bornheim, der Witwe Arnolds von Bornheim, die zu diesem Zeitpunkt bereits mit ihrem dritten Gatten Conrad von Lösnich verheiratet war.

## Verpfändung der Zeltinger Burg

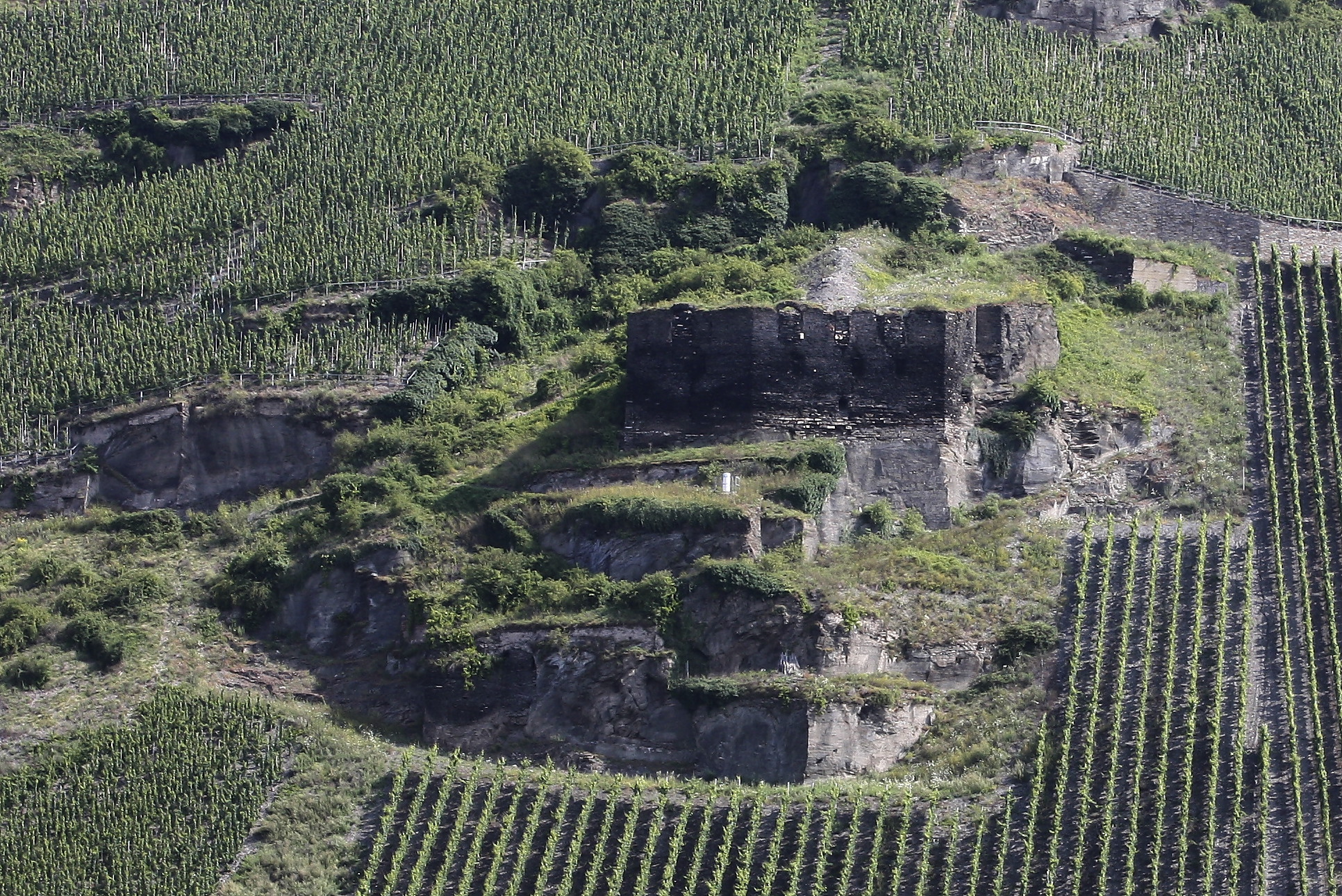
Die Ruine der Rosenburg in Zeltingen 2014

Finanzielle Schwierigkeiten des Erzbischofs Walram von Köln führten 1345 dazu, dass Conrad der Ältere von Lösnich die Amtsmannschaft und Nutznießung des Amtes und der Burg Zeltingen übernahm. Walram von Köln beurkundete, dass sein Vasall Conrad von Lossenich ihm zum Nutzen der Kölner Kirche 3800 Goldflorenen geliehen und sich außerdem bereit erklärt hatte, 200 Goldflorenen für Bauarbeiten an der Erzbischöflichen Burg in Zeltingen aufzuwenden.
Dafür verpfändete ihm der Erzbischof die Burg und das Amt Zeltingen und machte Conrad von Lösnich unter der Bedingung zum Amtmann, dass Conrad und seine Erben die Amtsmannschaft solange behalten sollten, bis ihnen die 4000 Goldflorenen ganz zurückgezahlt worden wären. Ihm sollten sämtliche Einkünfte des Amtes zufallen, wobei er aber die Amtsmannschaft auf eigene Kosten zu versehen hatte. Die eidliche Bekräftigung dieser Abmachung erfolgte namentlich durch Conrad von Lösnich und seinem gleichnamigen ältesten Sohn.

## Lösnicher in geistlichen Ständen

### Abtei Laach

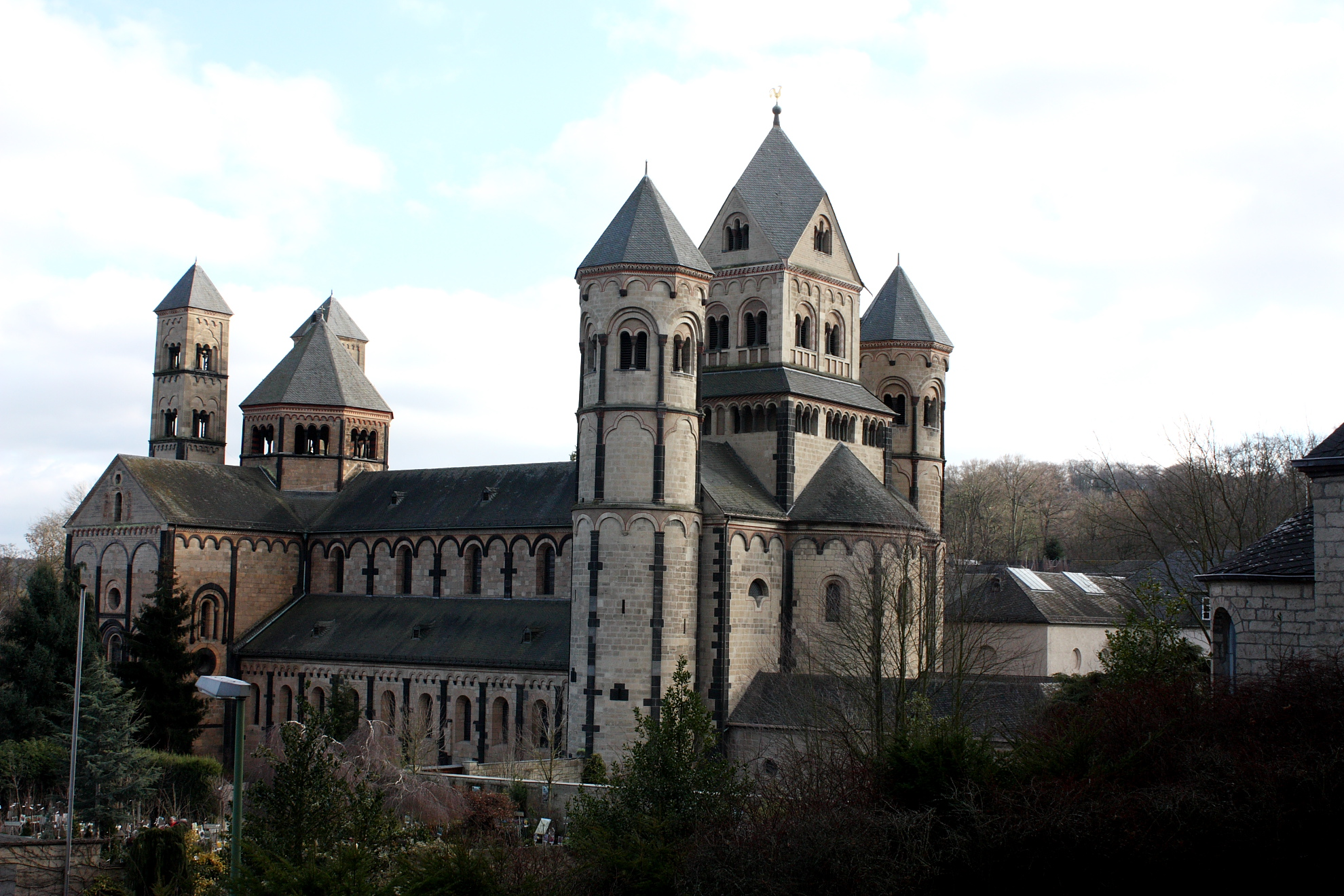
Abtei Maria Laach in der Eifel 2011

Aus der Benediktinerabtei Laach (heute Maria Laach) bei Mendig ist zu berichten, dass hier von 1295 bis 1328 Kuno von Lösnich das Amt des Abtes innehatte.
Während seiner Amtszeit erfuhr das Kloster eine geistige Blüte und wirtschaftliche Stabilität. Wie die Priestermönche im Konvent, entstammten auch die Äbte ausschließlich dem niederen Adel der angrenzenden Regionen, wie u. a. aus der Kurkölnischen und Kurtrierischen Landesherrschaft.
Zahlreich erhaltene Urkunden lassen den Schluss zu, dass sich unter seiner Regierung der von seinem Vorgänger Dittrich II. von Lehmen eingeleitete wirtschaftliche Aufschwung fortgesetzt hat. Auf Drängen der Kölner und Trierer Erzbischöfe hat er zeitweilig auch die Geschäfte des Nonnenklosters St. Thomas in Andernach besorgt und das Kloster vor dem finanziellen Ruin bewahrt,
wie ein Zeugnis aus dem Jahre 1322 berichtet. Anhaltspunkte zur Herkunft des Abtes finden sich weder in Überlieferungen noch in der Literatur, aber das Wappen seines Rücksiegels macht es wahrscheinlich, dass er dem seit 1226 nachzuweisenden Ortsadel von Lösnich an der Mosel entstammt. Er führte dieses markante Wappen der Lösnicher Ritterschaft (Frauenarm mit Hängeärmel), das mit Kreuzen belegt ist. Diese Variante ist seit 1320 auch in Lösnich nachweisbar.

### St. Castor Stift Koblenz

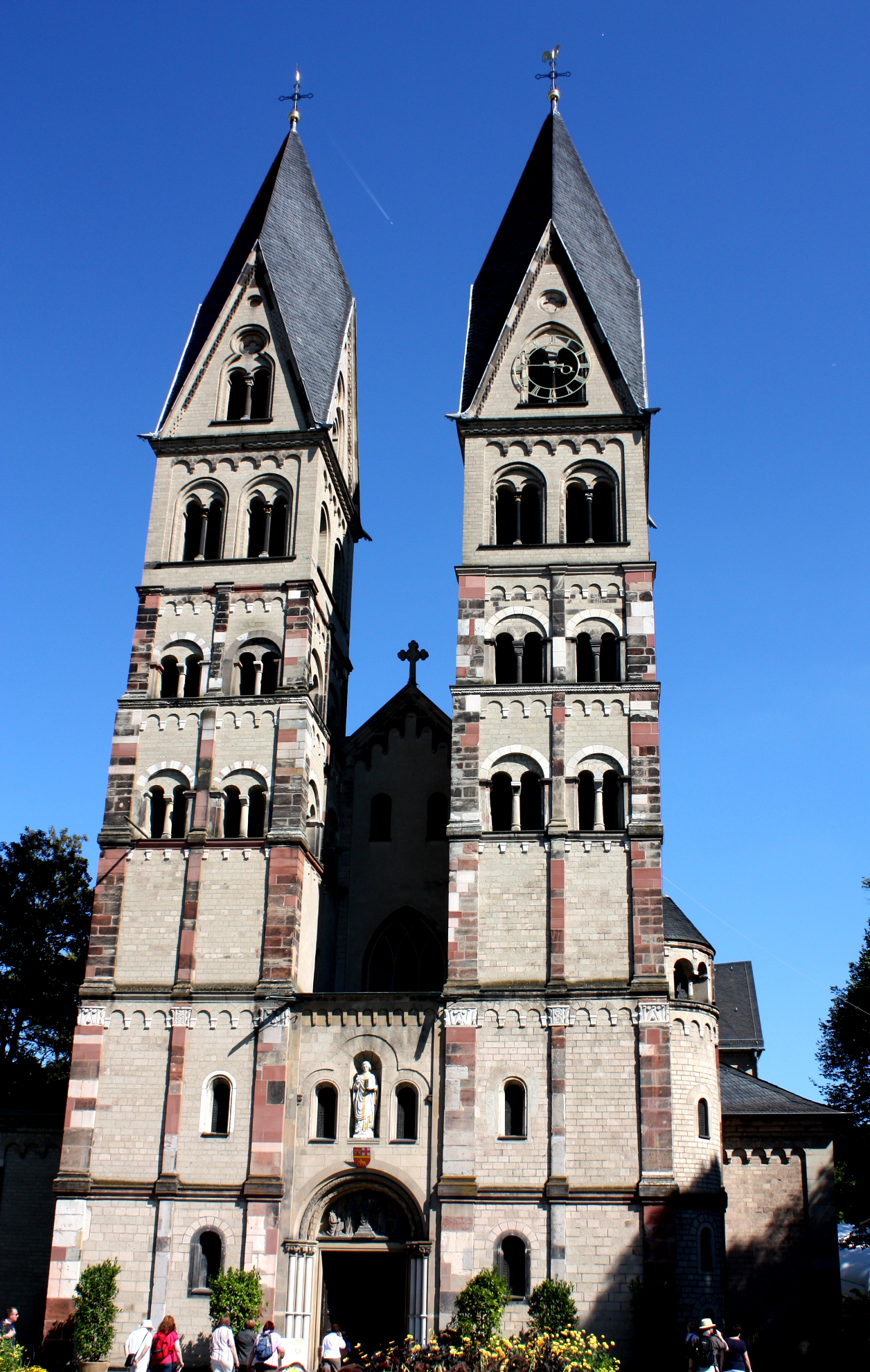
St. Castor Koblenz 2012

Nicht eindeutig zu klären sind die Verbindungen des Lösnicher Rittergeschlechts zum St.-Kastor-Stift in Koblenz. In einer Bestätigung des Erzbischofs Arnold von Trier über die Verpachtung eines Zehntanteils zu Miesenheim durch den Probst, Dechant und Kapitel von St. Kastor an das Marienkloster bei Andernach erscheint in der Aufführung der Zeugenliste Dietrich von Lussenich neben Hermann von Köln im Rang eines Kanonikers oder Stiftsherren.
Am 15. Februar 1259 ist in einer Zeugenaufführung die Rede von Theoderich von Lussenich, der zusammen mit einem Mann namens Richardo ebenfalls als Kanoniker von St. Kastor auftritt. Hier gestattet Erzbischof Arnold von Trier den Kanonikern von St. Castor und St. Florin, sowie den Rittern und Bürgern zu Koblenz, den Zoll zu Koblenz, der Ungeld genannt wird, zur Befestigung dieser Stadt zu verwenden. 1272 hat Theoderich von Lossenig jedoch schon nicht mehr gelebt.
In einer Urkunde desselben Jahres und in Urkunden der folgenden Jahre wird des Todes von „Theoderico v. Lossenich“ bis 1281 immer wieder gedacht.
Kanoniker, auch als Chor- und Stiftsherren bezeichnet, waren in der Regel Kleriker, die als Mitglieder eines Dom- oder Stiftskapitels in einer Gemeinschaft nach einer bestimmten Regel lebten. Sie standen ihrer Lebensform nach zwischen Mönch und Weltpriester und legten ihr Gelübde gleich den Angehörigen der Mönchsorden auf Frömmigkeit, Keuschheit und Gehorsam ab, jedoch nicht auf Armut und Klausur. So lebten sie oft in der Nähe ihrer Glaubensgemeinschaft in eigenen Häusern entsprechend ihrer adligen Herkunft.

### Kloster Machern an der Mosel
Adelheid von Lösnich erscheint 1344 im Amt der Äbtissin im Nonnenkloster Machern bei Zeltingen: Adelheid von Lösnich, Äbtissin, erwirbt für das Kloster einen halben Sester Ölzins für die Lampe im Infirmitorium von einem Wingert in Wehlen von Johann Budil und seinen Kindern Henkin und Katharina.

### Deutscher Ritterorden

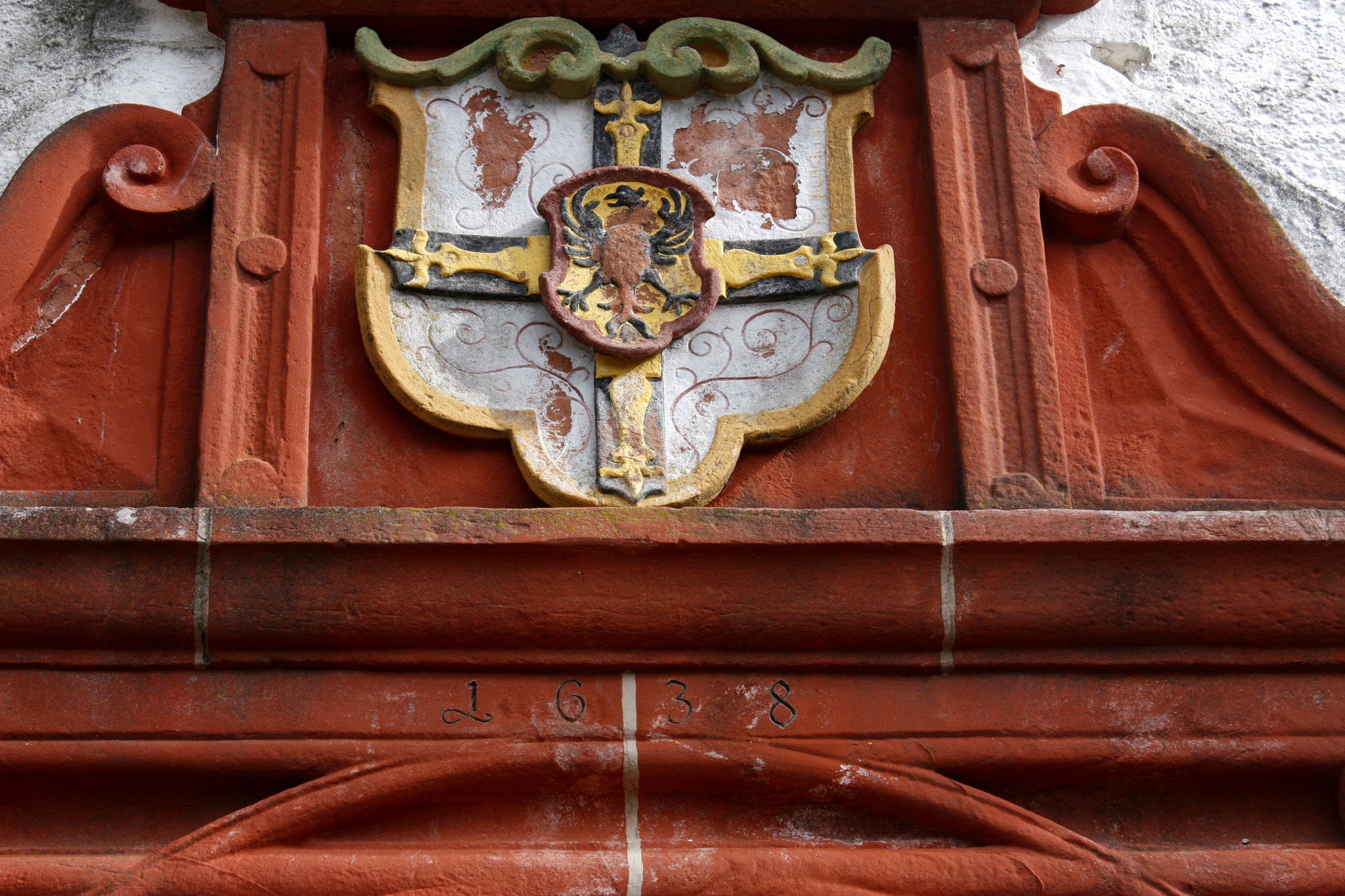
Das Wappen des Hochmeisters des Deutschen Ordens von 1638 am Portal der heutigen Friedhofskapelle und ehemaligen Pfarrkirche

Zwei Brüder aus dem Geschlecht von Lösnich, Dietrich und Werner, wahrscheinlich die Söhne des im Jahre 1343 bereits verstorbenen Heinrich von Lösnich traten am 15. März des Jahres 1343 dem Deutschen Orden bei. An einzelnem Besitz nannten die beiden vor dem Eintritt 10 trierische Pfund, die aus dem Marienhof zu Rachtig bezogen wurden. Dietrich und Werner hatten noch zwei Brüder. Solange Johann, ein Mönch zu St. Maximin in Trier, und ein Unbenannter, Mönch im Kloster zu Echternach, noch lebten, erhielt der Orden von dem obengenannten Besitz nur 2 Pfund. Dietrich war noch unmündig und wurde von seinem Onkel Conrad von Lösnich und von seiner Großmutter Lyse von Treis, geborene von Bruch, vertreten.
Gräfin Mechthild von Sayn hatte bereits 1252 das Patronatsrecht der Kirche zu Lösnich an den Deutschen Orden geschenkt.

## Schenkungen und Abtretungen

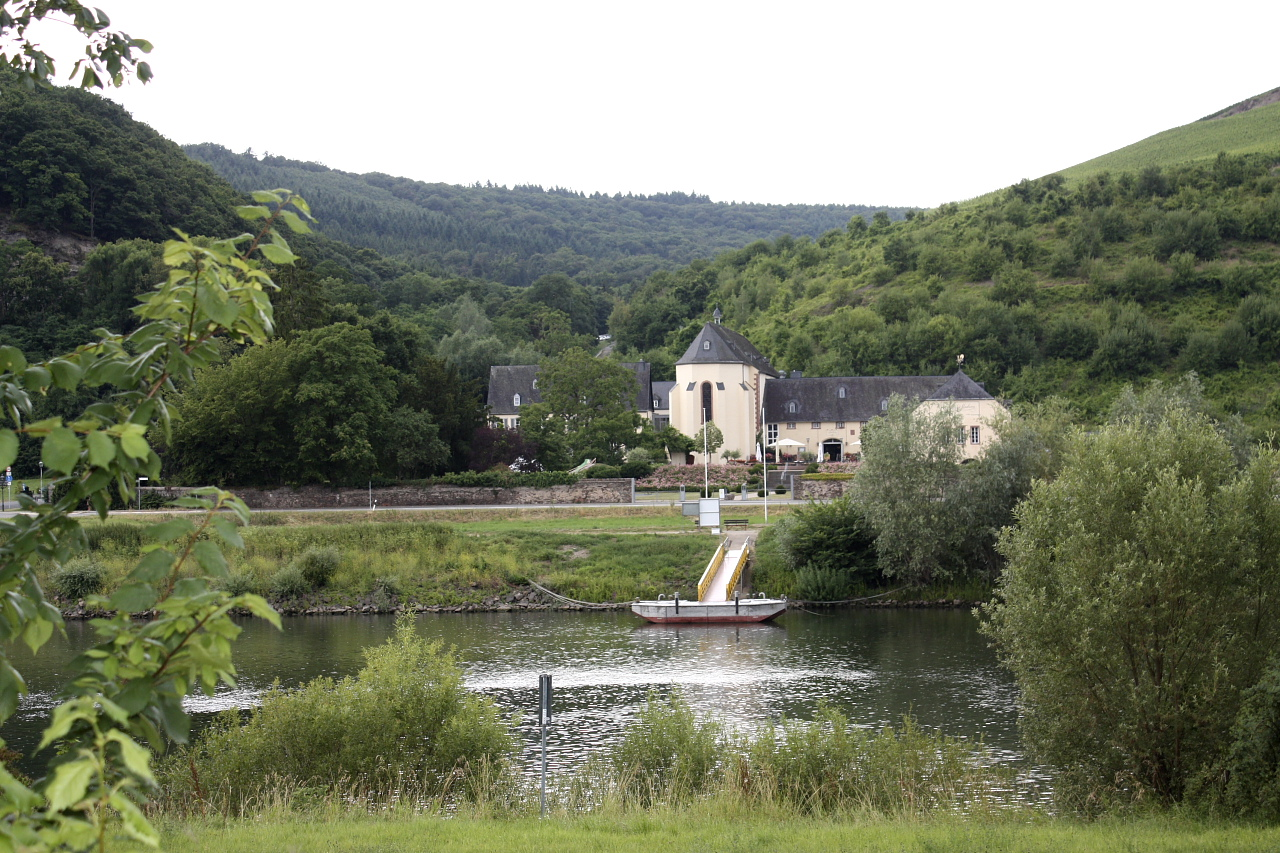
Ehemaliges Kloster Machern bei Zeltingen-Rachtig 2014

Der Verfall des Rittertums in der Mitte des dreizehnten Jahrhunderts infolge der politischen Entwicklungen jener Zeit, den Strapazen der Kreuzzüge und den hohen Verlusten an Menschenleben, Gut und Geld, brachte es mit sich, dass nicht wenige einen Großteil ihres restlichen Vermögens an Klöster und Stifte verschenkten, oder sogar selbst als Mönche, Chorherren oder Laienbrüder in einen geistlichen Orden eintraten. So häufen sich in dieser Zeit urkundlich erwähnte Schenkungen wie die 1277 an das schon öfters bedachte Kloster Himmerod. Ritter Theoderich von Ulmene und seiner Frau Erlinde (v. Lösnich) vermachen dem Kloster einen Weinzins aus Gütern zu Munzel, den Theoderich von seinem Schwager Wirich von Lösnich gekauft hatte.
1298 kam das Zisterzienserkloster Machern in den Genuss einer Schenkung Hermanns und seine Frau Aleyde. Auch hier handelt es sich wieder um Ländereien im nahegelegenen Kinderbeuren mit einer dazugehörigen Hofstatt.
Drei Söhne des Ritters Hermann von Lösnich werden 1332 urkundlich in einer Güterangelegenheit mit dem nahegelegenen Klosters Machern erwähnt: Hermann, Giselbert und Heinrich, die Söhne des verstorbenen Hermann von Lösnich und Sara, Giselberts Gattin, verzichten zu Gunsten des Klosters Machern auf ihre Ansprüche an Gütern zu Erden.
Diese Schenkungen, Verzichtserklärungen und Abtretungen an Gütern und Einkünften jeglicher Art wurden zur Beurkundung in schriftlicher Form niedergelegt und von angesehenen Persönlichkeiten aus dem weltlichen und geistigen Adel durch Aufführung der Zeugenschaft und Anhängung des Siegels offiziell bestätigt.

## Weitere Einkünfte
Vielfältig waren die Einkünfte und Lehnsverhältnisse der Herren von Lösnich. Auch der Herzog von Luxemburg war in Lösnich und Umgebung begütert. Am 24. Mai des Jahres 1359 verzichtete Sara, die Wittwe Giselberts von Lösnich zusammen mit ihren Töchtern Else und Agnes zu Gunsten ihres Neffen Conrad von Lösnich auf ihre Lehen, die sie von Herzog Wenceslaus von Luxemburg zu Lehen getragen hatten, damit sie Conrad übertragen werden konnten.
Giselbert, Saras verstorbener Mann, war ein Sohn des Ritters Hermann von Lösnich, wie aus einer bereits erwähnten Schenkungsurkunde an das Kloster Machern aus dem Jahre 1322 hervorgeht. Demnach handelt es sich bei dem Neffen wohl um Conrad den Jüngeren, dessen Vater, Conrad der Ältere, wohl ein Bruder Giselberts gewesen ist und nach Hermann von Lösnich das Erbe der Herrschaft Lösnich angetreten hatte.
Herzog Wenceslaus von Luxemburg, ein Sohn König Johanns von Böhmen, erreichte die größte Ausdehnung des Herzogtums Luxemburg in seiner Geschichte. Es gelang ihm, alle an Trier verpfändeten Gebiete einzulösen und mit dem Nachfolger Erzbischof Balduins von Trier einen Freundschaftsvertrag zu schließen. Wahrscheinlich ist es im Rahmen dieser Bemühungen auch zu Auseinandersetzungen mit den Lösnichern gekommen ist. Am 19. Dezember 1361 lässt sich Conrad von Lösnich dazu bewegen, das Versprechen gegenüber Herzog Wenceslaus abzugeben, nichts gegen ihn zu unternehmen, sondern ihm treu zu bleiben. Zeuge dieser Vereinbarung waren unter anderen Ritter Wilhelm von Orley und Johann von Sponheim. Kaum ein Jahr später scheinen die Streitigkeiten beigelegt zu sein. Conrad von Lösnich nimmt für die Summe von 40 Florin alle seine Güter zu Lösnich (Lussenich) auf dem Bann des Ortes Erden von Herzog Wenceslaus von Luxemburg zum Lehen.

## Zolleinkünfte am Rhein
Weitere Einkünfte bezog Conrad von Lösnich aus verschiedenen Zöllen, wie zu Linz, zu Andernach und dem Zoll vom „Fels“. So erhält er am 22. Februar 1360 zur Aufbesserung seiner Lehen von Erzbischof Wilhelm von Köln die Jahreseinkünfte von 36 Kölner Pagament aus dem Zoll zu Andernach mit der Verpflichtung, seinerseits auf alle Ansprüche und Forderungen gegenüber dem Erzbischof und Erzstift zu verzichten, sei es wegen verhohlener oder nicht bezahlter Lehen, wegen Schadens, Verlusten, Diensten und anderen Angelegenheiten. über eine Lehensrente von 36 Mark aus dem Zoll von Linz quittiert Conrad Erzbischof Engelbert von Köln im Jahre 1365.
Aus einem Zoll vom „Fels“ muss Conrad auch ein Rente bezogen haben. Am 6. Januar 1372, kurz nach seinem Tod, übertrug Kaiser Karl IV die Rente von 200 Florin auf diesen Zoll auf Conrads Neffen Heinrich Beyer von Boppard, nachdem dieser Zoll durch den Tod Conrads wieder dem Reich angefallen war.

## Die Lösnicher Ritter und ihre Nachbarn

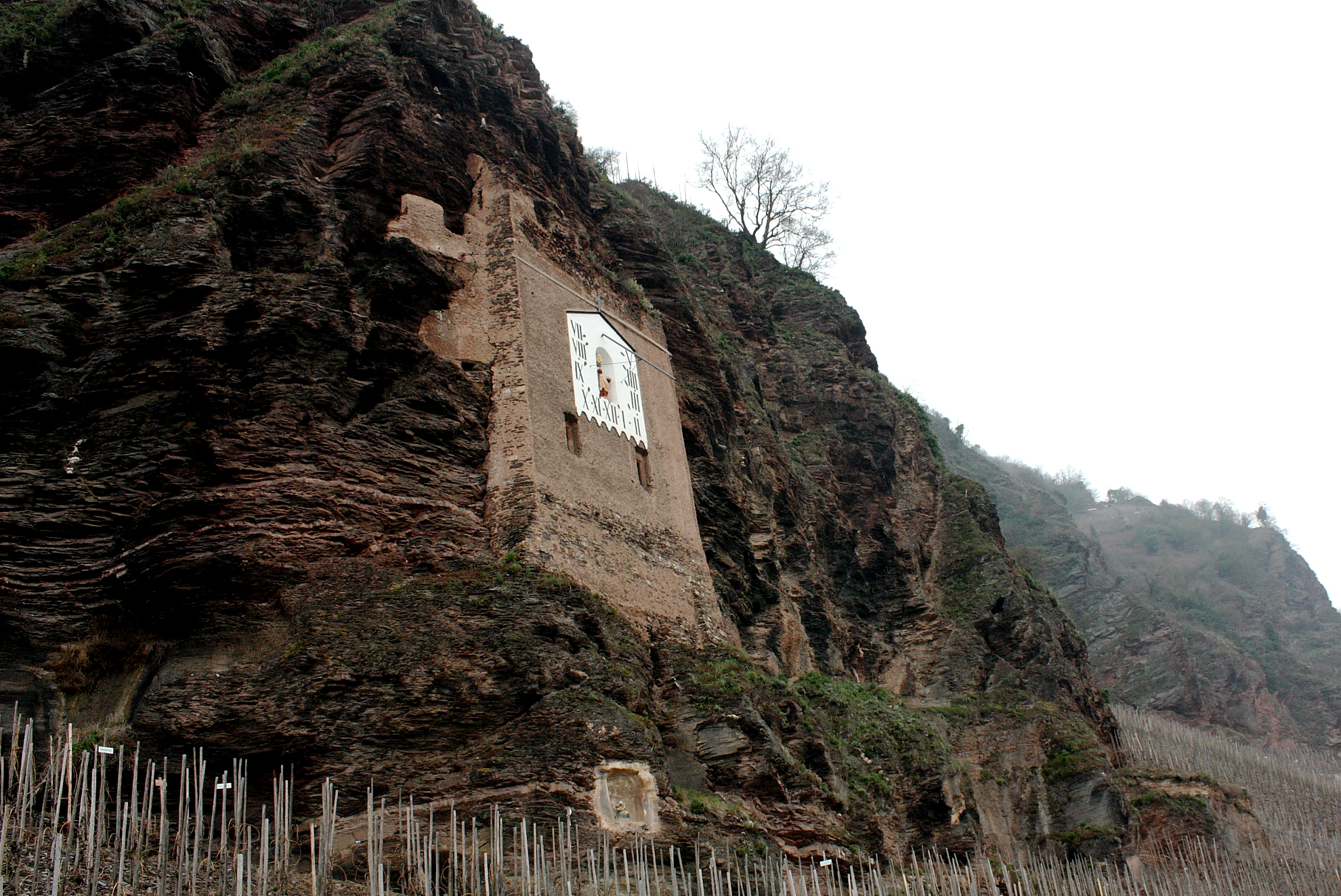
Reste der Burganlage an der Ürziger Urley 2011

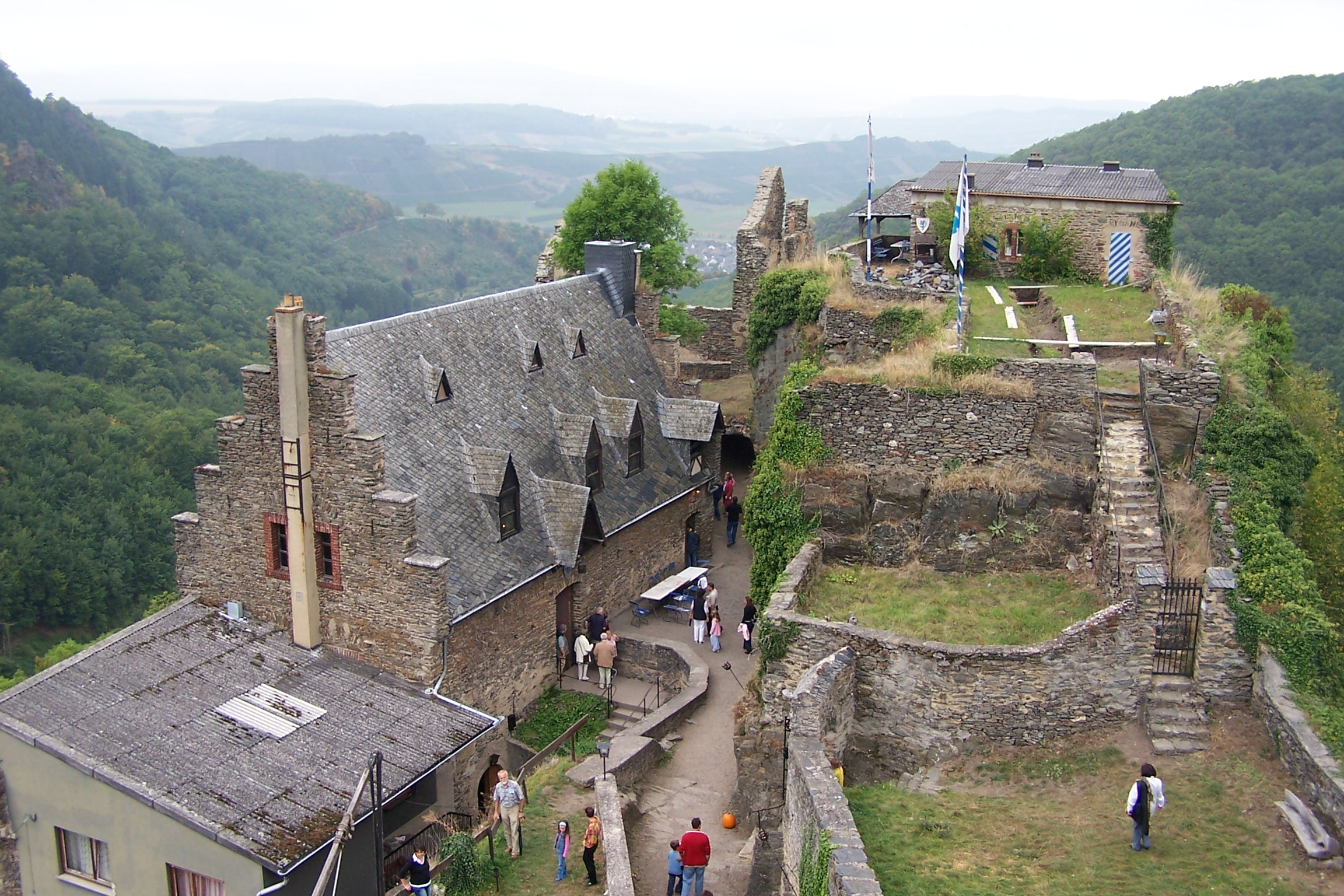
Schloss Veldenz an der Mosel

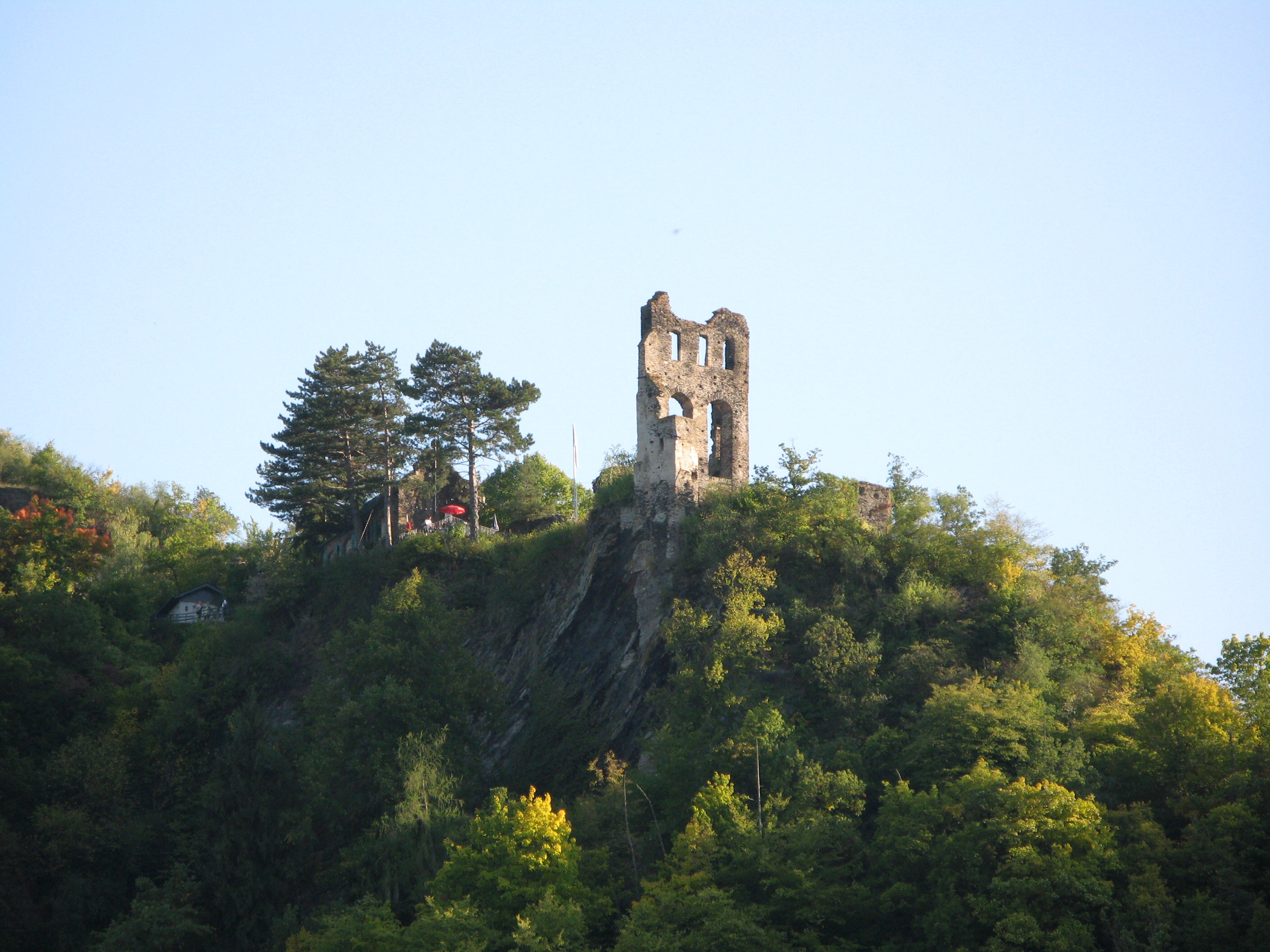
Die Grevenburg der Grafen von Sponheim in Traben-Trarbach

In direkter Nachbarschaft der Herren von Lösnich war ein weiteres Rittergeschlecht beheimatet. Die Familie von Orley auf Burg Urley bei Ürzig hatte sich jedoch schon früh nach Luxemburg verzogen und mit luxemburgischem und lothringischen Adel verschwägert und verheiratet.
Die Burg Urley, von der heute keine Reste mehr sichtbar sind, lag auf einem Felsvorsprung unterhalb des Ortes Ürzig in Nachbarschaft einer weiteren Burg, der Burg zur Leyen. Diese Burg lag oberhalb des noch heute als Ruine erhaltenen Wachturms. Wie angeklebt an den steilen Felsvorsprung überdauerte dieser Wachturm die Jahrhunderte. Weithin sichtbar bietet er sich heute geschmückt von einer Sonnenuhr und ringsumgeben von Weinbergen dem Auge des Betrachters.
Ritter Wilhelm von Orley genoss ein hohes Ansehen und wurde oft als Schiedsrichter und Zeuge in Anspruch genommen. Am 27. April 1367 kam es zu einer Überlassung eines Anteils vom Gut, genannt „Im Petzen“ im Kinheimer „Gericht“ von Seiten der drei Söhne Wilhelms, Wilhelm, Richard und Johann von Orley an ihren Freund (Magen) Conrad von Lösnich. Diesen Anteil, der vom Erzbischof von Trier und Philip von Bolanden lehnsrührig war, hatten Conrad der Ältere von Lösnich und Wilhelm von Orley gemeinsam besessen.
Das Wappen der Familie von Orley zeigte zwei rote Pfähle in silbernem Feld.
Die Familie "Von der Leyen"führte nahezu das gleiche Wappen, wie die Herren von Lösnich, einen silbernen Frauenarm mit Sackärmel, jedoch in schwarzem Feld.
Moselauf- wie abwärts erstreckten sich die Beziehungen des Lösnicher Hauses zu den benachbarten Grafen- und Rittergeschlechtern. Am 10. März 1314 stellt Georg Graf von Veldenz eine Ehebekundung für seinen Sohn Friedrich mit Blancheflor, der Tochter des Johann Grafen von Sponheim (Starkenburg) auf. Er stattet die Eheleute mit 200 Pfund trierischen Pfennigen und der niedersten Burg zu Lichtenberg mitsamt Burgleuten aus. Als Bürgen stellt Georg neben Johann dem Jungen Vogt von Hunolstein, Raugraf Konrad, dem Jungen, Philip von Falkenstein, Heinrich Vogt von Rhaunen, Hugo von Schmidtburg u. a. auch Konrad von Lösnich (Loysendich). Gräfin Loretta von Sponheim, die auf der Grevenburg in Trarbach und der Starkenburg bei Enkirch zu Hause war, bestätigte zusammen mit ihrem Sohn Johann Graf von Sponheim am 22. Februar 1338, Gut und Herrschaft in Erden für 200 Schilling dicker Turnosen an Conrad 58 von Lösnich versetzt zu haben.
1346 bitten Ritter Richard von Kröv und seine Frau Lucia Ritter Conrad von Lösnich zusammen mit Ritter Peter Wieke von Kröv zur Mitbesieglung einer Kaufurkunde. Richard und Lucia erwerben von der Gemeinde Wolf ein ewiges Lichtin der Wolfer Pfarrkirche für ihr, ihrer Eltern und Nachkommen Seelenheil. Dafür stiften sie eine jährliche Korngülte von 1 Malter aus folgenden Grundstücken zu Lösnich, die Brenge und seine Ehefrau innehaben: Ein Feld an dem overstenee flore, einem am diche, einem zueme Schilde, zweien am tumgraven, einen am selande, am herlinge, an dem holinwege, an der Baumgartenbach, 2 Felder an der eych, einem Feld am fruitburne. Als Zeugen treten u. a. die Lösnicher Schöffen Peter der Schultheiß und ein Mann namens Ortwin auf.
Im Kellereibuch der Grevenburg (Trarbach) ist 1362 unter der Rubrik Ausgaben verzeichnet, dass Konrad von Lösnich 14 Malter Korn von Medem (?) erhalten hatte 1364 gingen 1½ Stück Wein vom Hause Sponheim an Konrad von Lösnich.
Es ist wohl diese Gülte, die Gegenstand der Quittierung Ritter Konrads von Lösnich an Grafen Johann von Sponheim am 17. September 1368 ist. Konrad quittiert hier Graf Johann von Sponheim über 150 Pfund Pfennige, mit denen dieser 1 Fuder Weingülte zu Erden und 14 Malter beider Fruchtgülte im Kröver Reich, die Konrad von ihm zu Lehen hatte, abgelöst hat. Konrad siegelt als Aussteller der Urkunde. Das Siegel hat einen Durchmesser von 2,5 cm und zeigt im Siegelfeld ein Wappenschild. Der abgebildete Frauenarm mit Hängeärmel hält einen Ring, begleitet von Kreuzchen.
Am 14. März 1369 bekundet Ritter Konrad der Jüngere von Lösnich, von Johann Graf von Sponheim 200 Pfund Pfennige trierischer Währung erhalten zu haben, mit denen der Graf ein Fuder Weingülte zu Erden und 14 Malter Fruchtgülte zu Bengel im Kröver Reich abgelöst hat, die Konrad von ihm zu Lehen getragen hatte. Konrad weist dafür dem Grafen und seinen Erben 20 Pfund Geld auf seine Anteile an zwei eigenen Höfen im Dorf Bengel an; einen Hof besitzen je zur Hälfte Konrad und seine Schwester Lisa von Pyrmont (v. Lösnich) mit Konrads Schwager, dem Ritter Heinrich Beyer von Boppard; an deren Hof gehören Jungfer Lylie von Lösnich (?) ein Viertel und Konrad drei Viertel mit Äckern, Wiesen, Feldern Gülten, Rechten und Zubehör. Diese Anteile sollen Konrad und seine Lehnserben zu Mannlehen empfangen.
Am gleichen Tag geben Ritter Heinrich Beyer von Boppard und seine Frau Lisa von Pyrmont(v. Lösnich) ihre Zustimmung, dass Ritter Konrad dem Grafen Johann von Sponheim seinen Anteil, d. h. die Hälfte des Hofes zu Bengel, in dem sie mit ihm in Gemeinschaft sitzen, zu Lehen aufgetragen hat. Beide Eheleute siegeln diese Urkunde.
Unter den weitverstreuten Besitzungen Conrads ist noch ein Haus in Echternach zu nennen. Ein Bürger namens Johann Schleifgen erstellte Conrad einige Einrichtungen in dessen Haus in Echternach. Dafür erhielt er am 16. November 1369 von Conrad eine Summe von 28 Rebenter Gulden von Florenz und 7qrs.